# SOS (пісня Ріанни)
«SOS» — перший сингл барбадоської співачки Ріанни з її другого студійного альбому A Girl Like Me, випущений 14 лютого 2006 року. Пісня стала першим хітом №1 в кар'єрі співачки.

## Відеокліпи
Пісня SOS має два окремі відеокліпи з різним сюжетом. На додачу до офіційного кліпу, іншу версію зняли для кампанії фірми Nike. Режисером обох версій виступив Кріс Еплбаум, який пізніше також буде режисером кліпу на пісню "Umbrella".

## Формати і трек-лист
- Альбомна версія[4]

1. "SOS" – 3:58

- Цифровий сингл[5]

1. "SOS" (Radio Edit) – 3:58
2. "Let Me" – 3:56

- CD-сингл[6][7]

1. "SOS" – 3:58

|
- Максі-сингл (Франція)[8]

1. "SOS" (Radio Edit) – 3:59
2. "SOS" (Instrumental) – 3:58
3. "Break It Off" (з участю Шона Пола) – 3:33

- Максі-сингл (Німеччина)[9]

1. "SOS" (Radio Edit) – 3:59
2. "SOS" (Instrumental) – 3:58
3. "Break It Off" (з участю Шона Пола) – 3:33
4. "SOS" (Video)